# Torre Galicia Central
La Torre Galicia Central es un edificio de oficinas de estilo moderno, ubicado en el barrio de San Nicolás, en Buenos Aires, Argentina. 

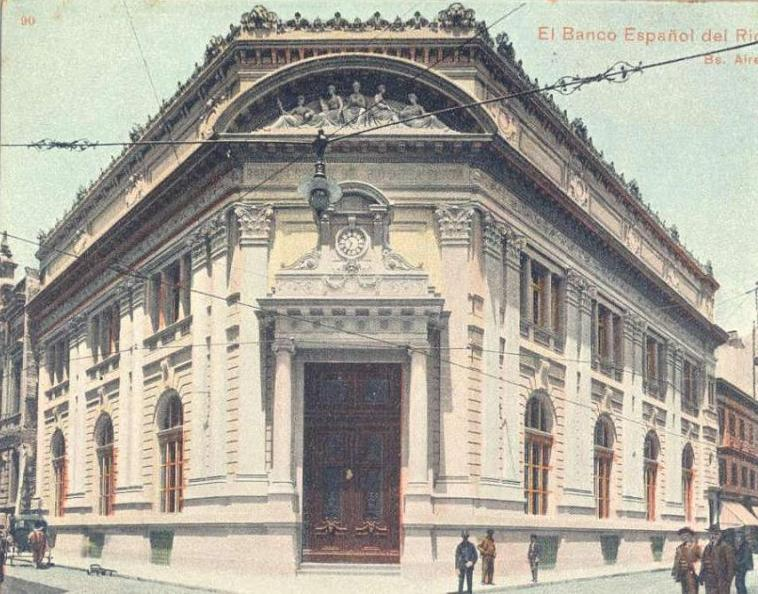
El Banco Español del Río de la Plata, de los arquitectos Gainza y Agote

En su solar se construyó en 1905 la sede porteña del Banco Español del Río de la Plata, que tuvo también edificios de aspecto idéntico en otras ciudades argentinas. A fines de 1999 el antiguo edificio fue comprado por el Banco Galicia y el Gobierno de la Ciudad de Buenos Aires (GCBA) aprobó los planos del proyecto del estudio Mario Roberto Álvarez y Asociados (MRAyA) para la construcción de una torre de oficinas de una altura por lejos mayor a todas las existentes en la zona. El Secretario de Planeamiento Enrique García Espil adujo que con el emplazamiento de la torre se pretendía dar un nuevo impulso al área de la city porteña, reteniendo en ella las sedes de numerosos bancos que habían comenzado a mudarse a otros barrios.

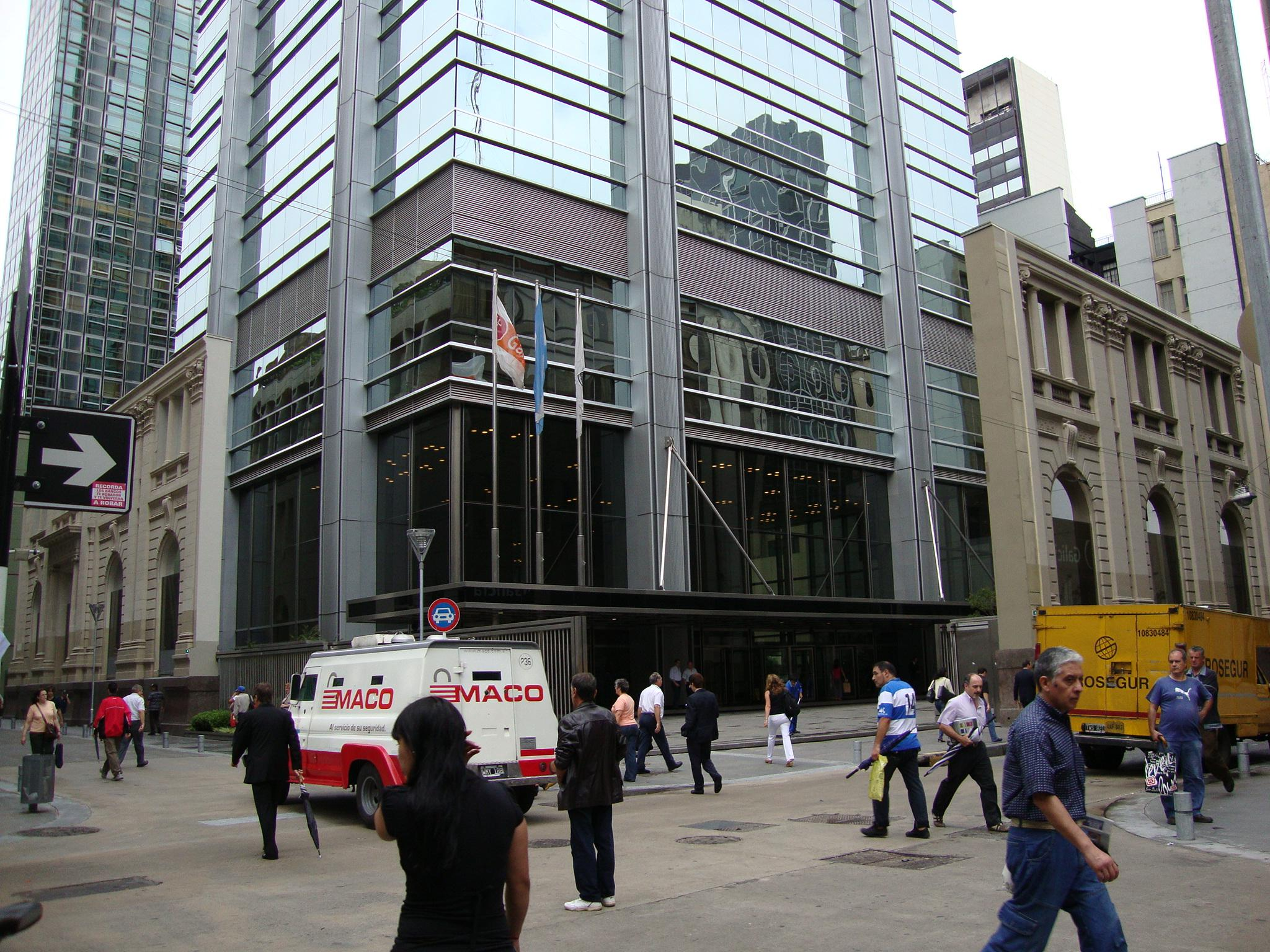
La base de la torre y los laterales del viejo edificio

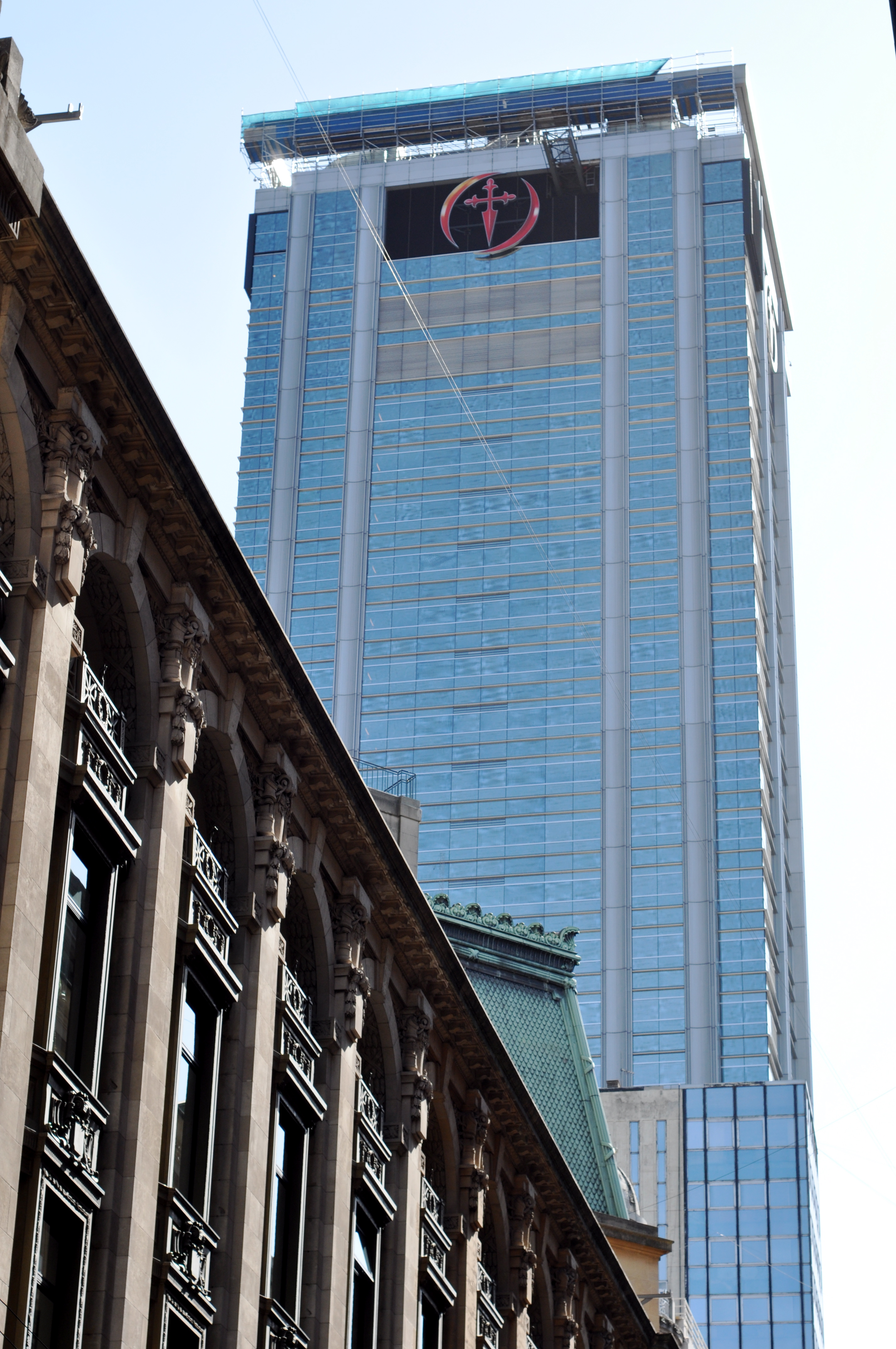
Vista desde la calle Perón

Hacia enero de 2000 la demolición del edificio del Banco Español, considerado de valor histórico, pero sin un resguardo legal que lo hubiera protegido del emprendimiento del Banco Galicia, tuvo una fuerte repercusión en los medios, en donde varios expertos en patrimonio y conservación criticaron duramente el aval del gobierno de Buenos Aires al proyecto de MRAyA, que fue modificado para conservar las alas laterales de la fachada original. Elementos del interior, como el vitraux que adornaba la claraboya central del Banco fueron guardados y conservados para ser donados al Museo de la Ciudad de Buenos Aires.
La construcción de la Torre Galicia Central comenzó luego de este primer contratiempo, pero la crisis económica de 2001 tuvo consecuencias nefastas para el Banco Galicia, y la obra fue suspendida. Fue recién en 2007 que la torre fue abierta. Cuenta con 33 plantas y alcanza una altura de 160 metros.

## Hallazgos arqueológicos
Durante las obras de construcción de la Torre Galicia, un equipo del Centro de Arqueología Urbana de la Universidad de Buenos Aires realizó excavaciones arqueológicas, hallando alrededor de 9000 artefactos fechados entre los siglos XVI y XX. 
El terreno, situado en pleno casco histórico de Buenos Aires, estuvo ocupado desde la fundación de la ciudad en 1580 por diversas construcciones, cuyos restos se hallaron a sucesivos niveles de profundidad. Anteriormente al Banco Español había ocupado la esquina de Reconquista y Perón el Grand Hotel de la Paix, el primer hotel de importancia de Buenos Aires, un emprendimiento de Jorge Atucha que contaba con dos plantas y una torre-mirador.